# Manuela Sánchez Rodríguez
Manuela Sánchez Rodríguez (Huelva; 1941 - Sevilla; 8 de octubre de 2001) conocida con el nombre artístico de La Niña de Huelva, fue una cantaora y cancionista española.
Cabe destacar su magnífica interpretación de los cantes de Huelva, las bulerías, las rumbas y las coplas. En el campo estrictamente flamenco destacó por saetas, hasta su retirada por la muerte repentina en una de sus actuaciones.

## Biografía

### Primeros años y formación
Hermana de Antonia Seisdedos más conocida como Tona San, la cual destacó por la interpretación de rancheras, coplas y tangos. Sin embargo, interrumpió su carrera para criar a su hijo Manolo.
Ambas hermanas iniciaron su camino artístico cuando el cante se vivía intensamente pero no había alcanzado la dignidad y el reconocimiento del que hoy disfruta.  
Desde muy pequeña destacó en la interpretación de la saeta. Criada en una casa de vecinos junto a su abuela, Manuela forjó su afición en su ambiente familiar, de forma que a los 9 años se puso por primera vez frente a una imagen procesional para cantarle. Con esa edad ganó varios concursos que le sirvieron para enrolarse en las compañías de importantes cantaores de la época, como Juan Valderrama, Pepe Marchena y Juanito Varea.

### Influencias
La Niña de Huelva se confesaba una gran admiradora de Enrique Morente y siempre defendió un flamenco movilista, ajeno al purismo y a sus consecuencias. 
Sin embargo, al casarse, la Niña de Huelva dio de lado a su profesión como cantaora para dedicarse a las labores de su casa. Pero nunca dejó de cantar, por lo que se convirtió en una de las artistas más emblemáticas de la provincia. 

### Muerte
«Porque a Huelva yo la quiero». Así se despedía, para siempre, Manuela Sánchez Rodríguez de su gente. Y lo hacía como lo hizo la sevillana Niña de la Puebla en tierras onubenses, cantando sobre las tablas.
La Niña de Huelva, una de las artistas más veteranas del flamenco onubense, estaba preparando un nuevo disco junto al cantaor Onofre López. La artista tenía 60 años, pero su voz seguía manteniendo una hermosa amistad con el cante nuevo.
El 8 de octubre de 2001, Manuela echaba su último aliento en la UCI del Hospital Universitario Virgen Macarena de Sevilla como consecuencia del infarto cerebral que sufrió mientras actuaba en la Feria Mundial del Flamenco. Según fuentes médicas, este era ya irreversible. 
El director del espectáculo Huelva, la esencia del fandango, Antonio González "El Raya", declaró que el infarto cerebral se produjo cuando La Niña de Huelva estaba cantando un fandango en la tercera parte de este espectáculo. Según González, 'cuando llegó al estribillo de su primer fandango se desvaneció sobre el escenario y fue atendida por un médico amigo suyo y por un ATS que se encontraba entre el público, ya que el Palacio de Congresos de Sevilla no contaba con asistencia sanitaria y la ambulancia tardó 45 minutos en llegar'.
Sus restos mortales fueron trasladados desde Sevilla hasta el Tanatorio de Huelva, donde se celebró una misa. Posteriormente, el cuerpo de la artista fue llevado al Cementerio de La Soledad de Huelva, lugar en el que se procedió a la incineración del cadáver.

## Homenaje
EL 9 de agosto de 2013 tuvo lugar el homenaje Aires de Huelva para el recuerdo en honor a las dos hermanas. 
Juan José Oña, que conoció a Tona y a La Niña de Huelva, trazó unas líneas precisas de sus vidas, de una carrera interrumpida voluntariamente, la de Tona San, y de otra que también se interrumpió por el matrimonio y la formación de una familia, pero que luego fue retomada, todavía a tiempo de que Manuela Sánchez fuera reconocida sobre todo en los circuitos flamencos y entre la gente de la profesión. Como recordó Oña, Juanito Valderrama se lamentaba de que La Niña de Huelva hubiera decidido quedarse en su tierra: “Ay, si se hubiera venío a Madrí, qué artista habría tenío el flamenco...”
El fin de fiesta fue para una peña flamenca que la propia Manuela Sánchez, La Niña de Huelva, ayudó a crear, la Peña Flamenca Femenina de Huelva.  